# Atelier Goldner Schnitt
GOLDNER GmbH, ist ein Versandhandelsunternehmen für Damenmode im gehobenen Preissegment mit Sitz in Münchberg im Hofer Land. Es beschäftigt ca. 500 Mitarbeiter und ist in Deutschland, der Schweiz, Österreich, Frankreich, den Niederlanden, Belgien und Finnland tätig. GOLDNER ist vor allem bekannt für seine eigene Maßtabelle mit einer breiten Größenvielfalt, die sich von den üblichen Konfektionsgrößen unterscheidet.

## Unternehmensgeschichte
Heinrich Wirth gründete das Unternehmen im Jahr 1926. Nach dem Tod seines Vaters wurde Klaus Wirth 1975 als alleiniger Gesellschafter Geschäftsführer von AGS. 1999 übernahm die KarstadtQuelle AG einen Anteil von 51 Prozent an dem Unternehmen. Noch im selben Jahr wurde AGS zusammen mit Peter Hahn, Madeleine sowie Emilia Lay unter einer eigenen Holding als Spezialversender („Tristyle Group“) bei KarstadtQuelle geführt. Klaus Wirth, ehemaliger Geschäftsführer von AGS, übernahm die Tristyle Group neben KarstadtQuelle als zweiter Gesellschafter. 
Im Jahr 2007 benannte sich KarstadtQuelle in Arcandor um, welches unter seiner Dachgesellschaft Primondo all seine Versandaktivitäten bündelte, die Tristyle Group mit eingeschlossen. Zwei Jahre später kündigte Arcandor die Insolvenz an. GOLDNER sowie andere Spezialversender der Primondo-Gruppe waren davon jedoch nicht betroffen und arbeiteten unabhängig von den Turbulenzen weiter. Grund hierfür war angeblich eine Klausel, die mit der Gründung der Tristyle Group festgelegt wurde: diese besagte, dass im Falle einer Insolvenz alle Anteile dem Partner zufallen würden. Somit wurde mit dem geplanten Verkauf der Tristyle Group GOLDNER aus der Holding herausgetrennt und im Dezember 2014 an die Gründerfamilie Wirth übergeben. Klaus Wirth selbst hatte sich bereits 2006 aus dem Geschäft zurückgezogen, Joachim Groschopp wurde sein Nachfolger. Von August 2013 bis Dezember 2019 war Gerald J. Corbae leitender Geschäftsführer und Anteilseigner von AGS.